# 萊恩萊特河
49°47′23.8″N 11°12′3.4″E / 49.789944°N 11.200944°E

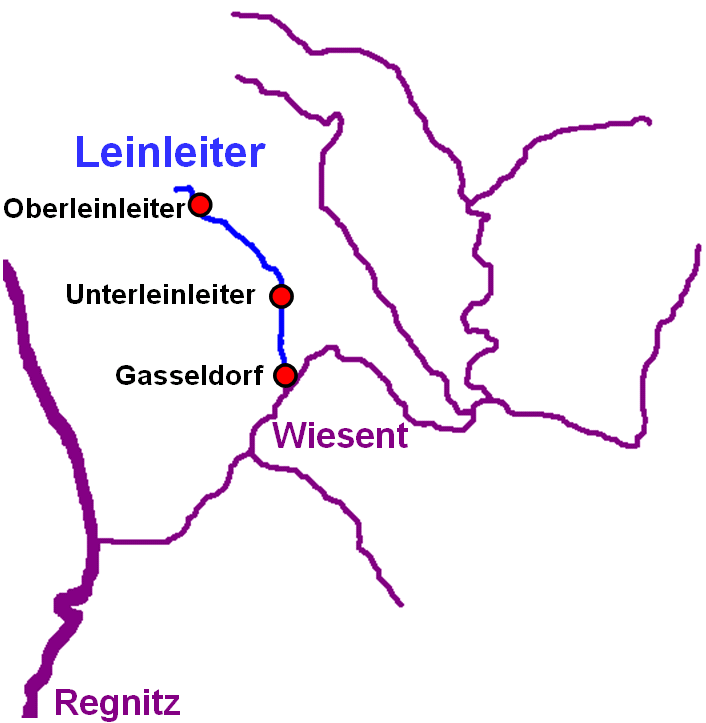

萊恩萊特河（德語：Leinleiter），是德國的河流，位於該國東南部，由巴伐利亞負責管轄，屬於維森特河的右支流，河道全長19.9公里，流域面積97平方公里。